# Popolazioni delle comunità sorde
Questa è la lista di popolazioni delle comunità sorde per nazione:

## Elenco

### Africa
| Stato        | Abitanti  | Fonte                           |
| ------------ | --------- | ------------------------------- |
| Ghana        | 6 000     | Deaf popolation on Ghana        |
| Etiopia      | 1 000 000 | Deaf popolation on Ethiopia     |
| Ciad         | 7 000     | Deaf popolation on Chad         |
| Sierra Leone | 4 000     | Deaf popolation on Sierra Leone |
| Benin        | 12 500    | Deaf popolation on Benin        |

### America
| Stato                 | Abitanti              | Fonte                            |
| --------------------- | --------------------- | -------------------------------- |
| Canada                | 1 704 500             | Deaf popolation on Canada        |
| Groenlandia           | 100                   | Deaf popolation on Greenland     |
| Nicaragua             | 600 000               | Deaf popolation on Nicaragua     |
| Suriname              | 26 000                | Deaf popolation on Suriname      |
| Stati Uniti d'America | 2 000 000 (2 100 000) | Deaf popolation on United States |

### Asia
| Stato      | Abitanti  | Fonte                          |
| ---------- | --------- | ------------------------------ |
| Uzbekistan | 22 060    | Deaf popolation on Uzbekistan  |
| Kuwait     | 110 300   | Deaf popolation on Kuwait      |
| Bangladesh | 7 596 500 | Deaf popolation on Bangladesh  |
| Filippine  | 2 914 600 | Deaf popolation on Philippines |

### Europa
| Stato       | Abitanti     | Fonte |
| ----------- | ------------ | ----- |
| Austria     | 10 000-8 000 |       |
| Belgio      | 610 000      | [ 3 ] |
| Bulgaria    | 50 000       |       |
| Croazia     | 80 000       |       |
| Cipro       | 1 000        |       |
| Rep. Ceca   | 10 000       |       |
| Danimarca   | 5 000        |       |
| Estonia     | 2 000        |       |
| Finlandia   | 5 000        |       |
| Francia     | 300 000      |       |
| Germania    | 200 000      |       |
| Regno Unito | 909 000      |       |
| Grecia      | 5 000        |       |
| Ungheria    | 9 000        |       |
| Irlanda     | 4 500        |       |
| Islanda     | 3 600        | [ 4 ] |
| Italia      | 40 000       |       |
| Lettonia    | 2 000        |       |
| Lituania    | 8 000        |       |
| Lussemburgo | 250          |       |
| Malta       | 200          |       |
| Paesi Bassi | 28 000       | [ 5 ] |
| Norvegia    | 2 500        |       |
| Polonia     | 50 000       |       |
| Portogallo  | 150 000      |       |
| Romania     | 24 601       |       |
| Serbia      | 32 000       |       |
| Slovacchia  | 15 000       |       |
| Slovenia    | 863          |       |
| Spagna      | 120 000      |       |
| Svezia      | 530 000      | [ 6 ] |
| Svizzera    | 10 000       |       |

### Oceania
| Stato         | Abitanti | Fonte                          |
| ------------- | -------- | ------------------------------ |
| Australia     | 16 000   | Deaf popolation on Australia   |
| Figi          | 46 300   | Deaf popolation on Fiji        |
| Nuova Zelanda | 9 000    | Deaf popolation on New Zealand |